# Sansāra Nāga
Sansāra Nāga (jap. サンサーラ・ナーガ für Sanskrit Samsara Naga) ist eine Videospiel-Reihe, die von Victor Interactive Software produziert und ausschließlich in Japan vertrieben wird. Der erste Teil der Reihe erschien am 23. März 1990 für das Nintendo Entertainment System, die 8-Bit-Videospielkonsole von Nintendo. Vier Jahre später erschien Sansara Naga 2 für die 16-Bit-Konsole Super Nintendo und schließlich 2001 das Remake Sansāra Nāga 1×2 für den Game Boy Advance. Die Spiele sind Rollenspiele und im Handling ähnlich wie Dragon Quest, Pokémon oder Earthbound.
Der Character Designer war Tamakichi Sakura.
Der Soundtrack von Sansāra Nāga wurde komponiert und arrangiert von Kenji Kawai. Eine Interpretin war Rei Sakuma. Der Soundtrack von Sansara Naga 2 wurde von Victor Entertainment im Jahr 1994 veröffentlicht.

## Sansāra Nāga
Sansāra Nāga, der erste Teil der Reihe, wurde am 23. März 1990 veröffentlicht. Er spielt in Indien im vedischen Zeitalter und vermischt dies mit japanischer Volkskunde wie der Legende um Umibōzu.

## Sansāra Nāga 2
Das Spiel erschien am 15. Juli 1997.

## Sansāra Nāga 1x2
Das Magazin Famitsu bewertete das Remake mit 30 von 40 möglichen Punkten. Es erschien am 14. November 2001 mit einer Neuauflage am 16. Februar 2006.